# Денніс Відгрен
Тронд Денніс Відгрен (швед. Trond Dennis Widgren, нар. 28 березня 1994, Естерсунд, Швеція) — шведський футболіст, фланговий захисник клубу «Гаммарбю» (Стокгольм).

## Кар'єра
Денніс Відгрен народився у місті Естерсунд. Футболом почав займатися у місцевих командах. У 2009 року він приєднався до футбольної школи клубу «Естерсунд». У першій команді Відгрен дебютував у 2010 році. Починаючи з цього періоду за 6 років Відгрен разом з клубом пройшов шлях від Другого дивізіону до Аллсвенскан. У 2017 році Відгрен також доклав зусиль для перемоги своєї команди у Кубку Швеції, який став першим трофеєм для клуба з півночі країни. А вже наступного сезону Денніс разом з клубом дебютував у Лізі Європи, де «Естерсунд» з першої спроби зумів подолати груповий етап.
У січні 2019 року Відгрен на правах вільного агента перейшов до складу столичного клубу «Гаммарбю», з яким в тому ж сезоні виграв бронзові нагороди чемпіонату Швеції.
13 липня 2021 року перейшов на правах оренди до завершення сезону до клубу «Сіріус» (Уппсала).

## Особисте життя
Батько Денніса норвежець за походженням. Тому сам Денніс зберігає можливість виступів за збірну Норвегії.

## Досягнення
- Володар Кубка Швеції (2):

«Естерсунд»: 2016/17
«Гаммарбю»: 2020/21